# Bathygnathia affinis
Bathygnathia affinis là một loài chân đều trong họ Gnathiidae. Loài này được Birstein miêu tả khoa học năm 1963.